# Copamyntis
Copamyntis is een geslacht van vlinders van de familie snuitmotten (Pyralidae), uit de onderfamilie Phycitinae.

## Soorten
- C. bipartella Hampson, 1896
- C. infusella (Meyrick, 1879)
- C. obliquifasciella Hampson, 1896